# Minatitlán (Veracruz)
Minatitlán egy város Mexikóban, Veracruz államban. Coatzacoalcostól kb. 20–25 km-re délnyugatra, az ugyancsak Coatzacoalcos nevű folyó mellett fekszik, a Tehuantepeci-földszorostól északra. Lakossága 158 ezer fő, az agglomerációé 356 ezer fő volt 2010-ben.
Iparváros, ahol a Pemex társaság olajfinomítója (Refinería General Lázaro Cárdenas) a legnagyobb munkaadó. Már messziről feltűnik gyárainak füstölgő kéménye és a levegőben érezni a környéken bányászott ként feldolgozó üzemek átható szagát.
2008-ban a Coatzacoalcos folyó áradása pusztított, 2010-ben a Stan hurrikán.